# Geschichte des Südsudan

Lage des Südsudan

Flagge der SPLA und des Südsudan

Die Geschichte des Südsudan ist die Geschichte des jüngsten Staates Afrikas und der Erde, die im engeren Sinn mit der Unabhängigkeitserklärung des Südsudan am 9. Juli 2011 beginnt. Sie umfasst aber auch die Geschichte der Lösung des neuen Staates vom Sudan, dessen südlicher Landesteil er 54 Jahre lang war, seine über 100-jährige Geschichte als Teil erst des Türkisch-Ägyptischen und später des Anglo-Ägyptischen Sudans sowie die Geschichte der dort lebenden Völker vor der jeweiligen Kolonialherrschaft.

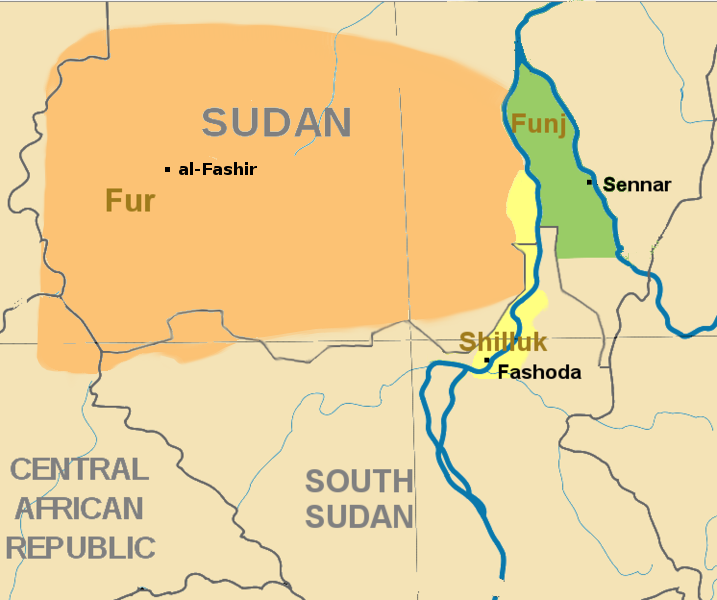
Das Königreich Schilluk und das Fur-Sultanat in der Neuzeit

## Abgrenzung der Geschichte des Südsudan
Der Südsudan war bis in die jüngste Zeit hinein zu keiner Zeit ein staatlich geeinter Raum oder auch nur ein religiös oder kulturell einheitliches Gebiet. Deutlich klarer als seine Behandlung als Einheit ist seine Definition in Abgrenzung von den umliegenden Großräumen, insbesondere vom Nordsudan, mit dem er 150 Jahre lang mehr oder weniger verbunden war. Der Südsudan ist demnach das Gebiet rechts und links des Nils, das in der Antike nicht von Kultur und Zivilisation des alten Ägypten beeinflusst war. Im frühen Mittelalter entsprach seine Nordgrenze etwa der Grenze des Einflussgebietes von Alwa, des südlichsten der christlichen Reiche Nordsudans/Nubiens und seit der frühen Neuzeit bildet der Südsudan die Grenze der von Norden her sich verbreitenden Islamisierung Nordost-Afrikas. Richtung Osten gibt es eine ähnliche Definition seiner Ausdehnung in Abgrenzung: in diesem Fall von den christlichen Reichen des Hochlandes von Äthiopien (wie etwa des Aksumitischen Reiches oder später des Kaiserreichs Abessinien). Die Südgrenze des Südsudan wiederum entspricht grob der Nordgrenze der Staatsideen der Königreiche der Afrikanischen Großen Seen. Nur Richtung Westen war in diesem Sinn bis zur Kolonialzeit die Grenze der Region Südsudan undefinierbar, erst mit der kolonialen Eroberung entstand hier eine Grenze zwischen dem britischen und dem französischen Kolonialreich.

## Frühe Geschichte
Die nilotischen Völker der Dinka, Nuer und Schilluk sollen als erste der heute hier existierenden Bevölkerung im 10. Jahrhundert n. Chr. in den Südsudan eingewandert sein. Im 16. Jahrhundert folgten die Azande, die hier den lange Zeit mächtigsten Staat errichteten. Während der nördliche Sudan früh islamisiert wurde, blieb die Bevölkerung des Südsudan ganz überwiegend ihren traditionellen Religionen verhaftet.

## Türkisch-Ägyptischer Sudan: Sklavenjagden und Eroberung durch den Norden

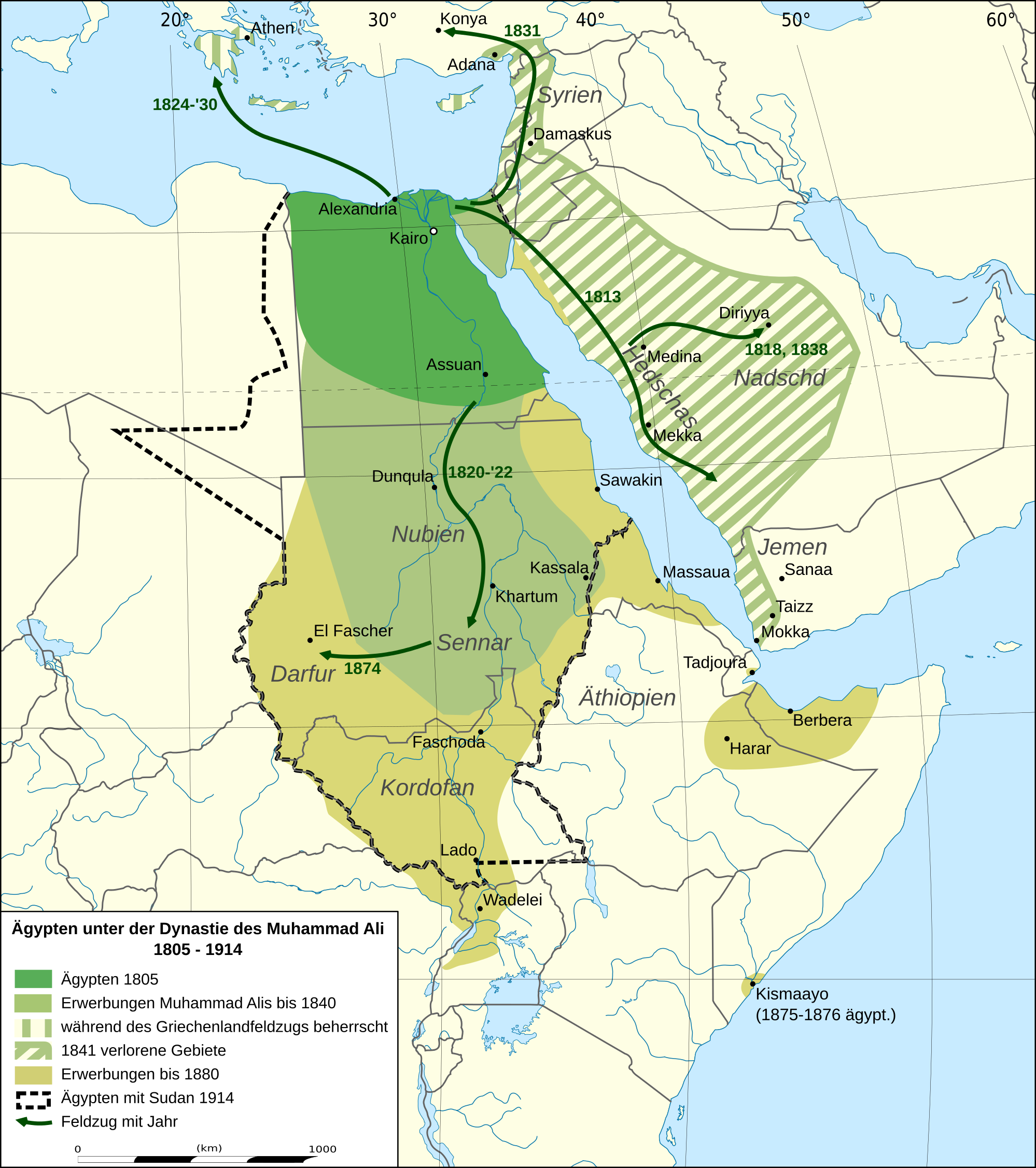
Der Sudan unter türkisch-ägyptischer, später anglo-ägyptischer Herrschaft.

Ab 1821 begann die Eroberung des Nordsudans durch das formal noch zum Osmanischen Reich gehörige Ägypten Muhammad Ali Paschas. Damit wurde ab 1840 die Jagd auf schwarze Sklaven im heutigen Südsudan intensiviert. Eine Vorstellung vom Ausmaß des Horrors, das die mit Privatarmeen durchgeführte Sklavenjagd für die Bevölkerung des Südsudans bedeutete, vermittelt der Begriff, der bei den Dinka für diese Jahrzehnte üblich ist: die Zeit des „spoiling the world“, also etwa der „Zerstörung der Welt“. In dieser Phase wurden die Grundlagen für die Feindschaft der Menschen des Südens gegenüber dem Nordsudan gelegt.
Die eigentliche ägyptische Eroberung des Südsudans erfolgte erst in den 1870er Jahren, formal abgeschlossen mit der Errichtung der Provinz Äquatoria 1871, die bis zu den Afrikanischen Großen Seen reichte. Zeitgleich geriet Ägypten ab 1875 allerdings aufgrund seines Staatsbankrotts unter den Einfluss europäischer Großmächte, insbesondere Großbritanniens. Europäer wurden in den besetzten Gebieten als Beamte und sogar Generalgouverneure eingesetzt mit dem Ziel, den Sklavenhandel im Süden zu unterbinden. Noch in den 1870er Jahren verheerten arabische Sklavenhändler durch Sklavenjagden insbesondere die Region Bahr al-Ghazal. 1877 schlossen das Vereinigte Königreich und Ägypten ein Abkommen über die allmähliche Abschaffung der Sklaverei, das 1878 einen Aufstand der Sklavenhändler auslöste. Der Aufstand wurde 1880 niedergeschlagen, eine tatsächliche Abschaffung des Sklavenhandels aber nicht erreicht.
In den 1880er und 1890er Jahren wurde der gesamte Türkisch-Ägyptische Sudan von der islamischen, antikolonialen Mahdi-Bewegung erfasst, die ihre Wurzeln und ihren Haupteinfluss naturgemäß im islamischen Norden hatte. Der Südsudan bildete den südlichsten Ausläufer des Herrschaftsgebiets der Mahdisten, das Kalifat von Omdurman jedoch, dass das gefestigte Staatsgebiet der Mahdisten umfasste, endete an der Nordgrenze des Südsudan, der damit weitgehend sich selbst überlassen blieb – abgesehen von den Aktionen der Sklavenjäger, da im Kalifat der Sklavenhandel wieder erlaubt war. Mit der Schlacht von Omdurman endete endgültig 1898 der Türkisch-Ägyptische Sudan als Kolonialmacht des Südsudan. An seine Stelle trat die britische Kolonialherrschaft.

## Anglo-Ägyptischer Sudan: Die Spaltung vertieft sich

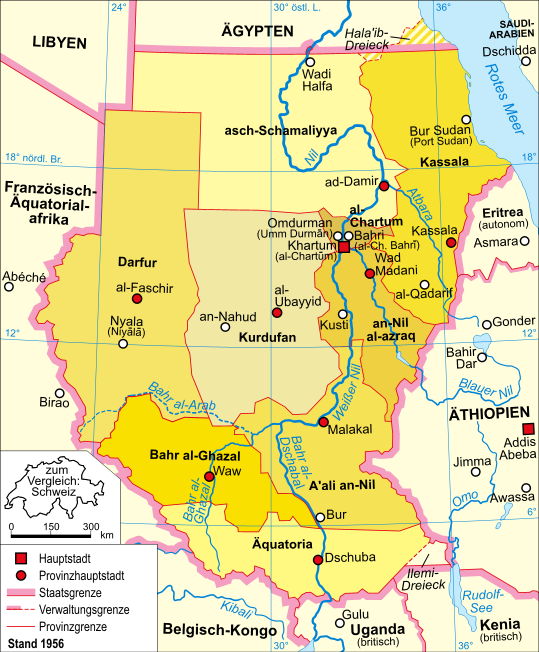
Die drei südlichen Provinzen des Anglo-Ägyptischen Sudan umfassen in etwa den heutigen Südsudan

Anglo-Ägyptischer Sudan nannte sich das ab 1899 bis zur Unabhängigkeit des Sudan 1956 bestehende Kondominium Großbritanniens und Ägyptens über den Sudan. Das Kondominium war formal eine gemeinsame Herrschaft Ägyptens und Großbritanniens über den Sudan, de facto war der britische Einfluss von Beginn an größer als der ägyptische und mit dem britischen Protektorat über Ägypten 1914 wurde der „anglo-ägyptische“ Herrschaftsbereich offensichtlich zur britischen Kolonialherrschaft.
Formal bildeten der Norden und der Süden dieses Gebietes eine Einheit. Tatsächlich verwalteten die Briten die drei südlichsten der 13 Provinzen des Kondominiums getrennt vom Rest des Landes. Diese drei Provinzen Bahr al-Ghazal, Upper Nile und Äquatoria entsprachen weitgehend dem heutigen Südsudan. Um den Sklavenhandel zu unterbinden, verfolgten die Briten die Politik der „restricted districts“, die das Reisen zwischen Nord und Süd behinderte, und drängten den Einfluss arabischer Händler im Süden zurück. Zudem konzentrierten sie sich mit Anstrengungen zur Entwicklung („Entwicklung“ natürlich im wohlverstandenen britisch-kolonialen Interesse) ihrer Kolonie auf den Norden des Landes, während der Südsudan nach den Worten eines sudanesischen Diplomaten weitgehend den Status eines „Naturmuseums“ erhielt. Die Wurzeln des vollkommen unterschiedlichen Grades der Entwicklung der beiden Landesteile bei der Unabhängigkeit des Sudan 1957 sind hier zu finden. Die Trennung der Landesteile setzte auch der Islamisierung des Südens einen Riegel vor, obwohl die Kolonialregierung nicht die Ausbreitung des Christentums im Süden förderte. Sie hielt die islamischen Gesellschaften sogar im Sinne der indirect rule für leichter regierbar als die Stammesgesellschaften. Mit Beginn des 20. Jahrhunderts strömten jedoch französische, italienische und amerikanische Missionare in den Südsudan, der allerdings bis in die Neuzeit überwiegend traditionellen Religionen verhaftet blieb. Und schließlich galten in den beiden Landesteilen unterschiedliche Amtssprachen: Arabisch im Norden, Englisch im Südsudan.

## Republik Sudan
Unter diesen Voraussetzungen war es naheliegend, dass die ursprünglichen Pläne für die Dekolonialisierung des Sudan die Unabhängigkeit zweier Länder vorsahen: des Nord- und des Südsudan, bzw. ein Anschluss des wenig entwickelten Südsudan an die benachbarte britische Kolonie Britisch-Ostafrika überlegt wurde. 1947 kam es jedoch auf der sogenannten Dschuba-Konferenz zu einer völligen Kehrtwendung, nach der der unabhängige Staat Sudan auch die drei südlichen Provinzen einschließen sollte. Gleichzeitig wurde die Aufhebung aller bisherigen Einschränkungen für den Verkehr zwischen Nord und Süd beschlossen und Arabisch auch im Süden als Amtssprache eingeführt. Eine Ursache auf der britischen Seite für den plötzlichen Schwenk weg von einem unabhängigen oder mit Uganda vereinigten Südsudan kann in den damaligen Rebellenaktivitäten im britischen Kenia und Uganda vermutet werden. Denkbar ist auch, dass die USA ihren Einfluss geltend machten, um die Sympathien der künftigen, vom Norden dominierten Regierung im Kalten Krieg zu gewinnen.
Die Protokolle der Konferenz von Dschuba machen das Überlegenheitsgefühl der Vertreter des Nordens gegenüber den wenigen Vertretern des Südens deutlich. So verglich etwa ein Teilnehmer der Konferenz die Völker des Nordens und Südens und setzte dabei diejenigen des Nordens mit „alten Soldaten“, diejenigen des Südens jedoch mit „Rekruten“ gleich. Andere verwiesen auf die nicht vorhandenen Erfahrungen des Südens mit irgendeiner Form von Selbstverwaltung und sprachen der Bevölkerung dort das Recht ab, Vertreter in die Nationalversammlung zu entsenden. An Verwaltung und Regierung des zukünftigen Staates Sudan waren Südsudanesen schließlich kaum beteiligt.

### 1. Sezessionskrieg 1955–1972
Im August 1955, also noch vor der Unabhängigkeit, kam es an den Standorten Torit, Juba, Yei und Maridi zu einer Meuterei der einheimischen Kolonialtruppen der Sudan Defence Force. Unmittelbare Ursachen der Meuterei waren ein Prozess gegen ein Mitglied der sudanesischen Nationalversammlung aus dem Süden und ein mutmaßlich gefälschtes Telegramm, in dem Verwaltungsangestellte aus dem Norden angewiesen wurden, Leute aus dem Südsudan zu unterdrücken.
Die Meuterer töteten mehrere hundert Menschen aus dem Norden, darunter Regierungsbeamte, Offiziere und Händler, hatten aber militärisch keine Chance. Die Meuterei wurde unterdrückt und die geflohenen Meuterer begannen aus einer aussichtslosen Lage heraus mit bewaffnetem Widerstand gegen die Kolonialherren und nach der Unabhängigkeit des Sudan auch gegen die Truppen des Nordens. Die Meuterei wurde so zur Geburtsstunde des 1. Sezessionskrieges des Südsudan gegen den Norden.
Nach einem Militärputsch im Sudan ging die neue Regierung 1958/59 massiv gegen den Widerstand im Süden vor, ließ Dörfer niederbrennen und Verdächtige töten oder foltern. Bereits 1963 soll die Regierung des Nordens mit einer Politik des „Spalte und Herrsche“ ethnische Gegensätze innerhalb des Südsudan für sich ausgenutzt und etwa das Volk der Murle mit Waffen gegen seine traditionellen Feinde, die Dinka und Nuer, ausgerüstet haben. Ab 1963 intensivierte sich der bis dahin nur sporadische militärische Widerstand der Südsudanesen, angeführt von einer Organisation, die sich nach einem giftigen Gebräu Anya-Nya nannten.
Eine 1964 eingesetzte Zivilregierung versuchte eine Übereinkunft auf dem Verhandlungsweg, scheiterte aber damit. Die Demokratisierung des Landes ging am Süden vorbei: Aufgrund der Bürgerkriegssituation im Süden wurden dessen Bürger nicht an der Parlamentswahl im Sudan 1965 beteiligt.
Ab 1971 suchte der seit einem weiteren Militärputsch 1969 regierende Dschafar Muhammad an-Numairi erneut eine Verhandlungslösung. Im Februar 1972 wurde in Äthiopiens Hauptstadt Addis Abeba tatsächlich ein Waffenstillstandsabkommen zwischen der Regierung des Gesamtstaates und den Rebellen des Südens unter Führung von Joseph Lagu unterzeichnet. Der erste Sezessionskrieg des Sudan hatte, bis es dazu kam, etwa 500.000 bis 700.000 Todesopfer gefordert, hunderttausende Menschen des Südsudans lebten versteckt im Dschungel oder in Flüchtlingscamps. Der Krieg endete mit der Autonomie des Südsudan.

### Zwischen den Kriegen
Die Autonomie des Südsudan bezog sich auf die drei Provinzen Al Istiwai, Bahr al-Ghazal und Upper Nile. Der autonome Süden hatte einen Regionspräsidenten, der vom Staatspräsidenten des Sudan auf Empfehlung eines gewählten Parlaments der Südprovinzen ernannt werden sollte. Der Regionspräsident stellte sich sein Kabinett zusammen, mit dem er sämtliche Belange des Südsudan regelte mit Ausnahme zum Beispiel von Angelegenheiten der Verteidigung, Finanzen und der Währung, Wirtschaftsplanung unter anderem der Staatsregierung vorbehaltenen Bereichen. Ehemalige Kämpfer der Anya-Nya wurden in eine 12.000 Mann umfassende Südstreitkraft der sudanesischen Armee integriert, die zur Hälfte aus Leuten aus dem Norden und dem Süden bestand. Zwar blieb Arabisch die offizielle Amtssprache des Sudan, Englisch wurde aber als Hauptsprache des Südens anerkannt, die sowohl in der Verwaltung verwendet als auch in der Schule gelehrt wurde.
Mitte der 1970er Jahre wurde im Süden Erdöl entdeckt. Die vom Norden dominierte Regierung Numairi entschied, dieses Öl über eine Pipeline in den Norden zu leiten und es nicht im Süden weiterzuverarbeiten. Das Großprojekt Jonglei-Kanal, mit dem Wasser aus dem Süden in den Norden geleitet werden sollte, sorgte ebenfalls für Spannungen zwischen Norden und dem Süden. Zudem betrieb Numairi ab Ende der 1970er Jahre eine zunehmend islamistischere Politik und ließ 1983 die Scharia für den gesamten Sudan einführen. Die Autonomie des Südens wurde weitgehend zurückgenommen, die drei Südprovinzen neu aufgeteilt und diskriminierende Maßnahmen gegen staatliche Beschäftigte, die dem Volk der Dinka angehörten, durchgeführt. Auf wirtschaftlichem Gebiet wurde dem Süden der vereinbarte Anteil an den Erlösen aus dem Verkauf des Erdöls verweigert.

### 2. Sezessionskrieg 1983–2005
Als im Mai 1983 Armeeeinheiten im Süden den Befehl, nach Norden zu gehen, verweigerten und sich nach Äthiopien absetzten, wurde dies zum Auslöser des 2. Sezessionskrieges. Im selben Jahr gründete sich die Sudanesische Volksbefreiungsarmee als militärischer Arm der Sudanesischen Volksbefreiungsbewegung, die von nun ab den Kampf gegen den Norden tragen und sich zur entscheidenden politischen Kraft im Südsudan entwickeln sollte. Führender Kopf der SPLA war John Garang, ein ehemaliger Oberst der sudanesischen Streitkräfte, der von der sudanesischen Regierung zur Untersuchung der Meuterei in den Süden geschickt worden war, dort aber die Seiten wechselte. Mit etwa 30.000 Soldaten kontrollierte er 1989 bis auf einige Garnisonsstädte den gesamten Südsudan. Die Parlamentswahl im Sudan 1986 fand wieder weitgehend ohne Beteiligung des Südens statt, da dieser sich überwiegend nicht unter Regierungskontrolle befand. Der Krieg wurde mit äußerster Grausamkeit, der Rekrutierung von Kindersoldaten und Massakern an der Zivilbevölkerung geführt. Hunger wurde als Waffe in diesem Krieg eingesetzt und die humanitäre Hilfe für die Zivilbevölkerung wurde immer wieder politisch behindert und war ein für eigene Zwecke genutzter Spielball der Konfliktparteien.

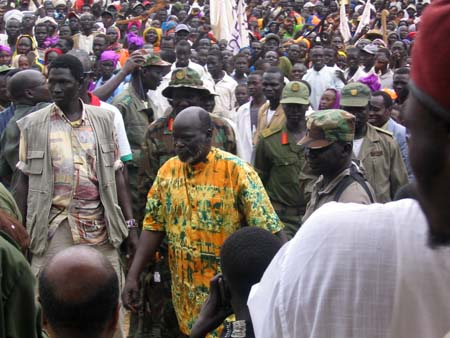
John Garang in einer Menschenmenge

Die internationale Gemeinschaft übte erfolgreich Druck auf den Sudan aus, die Südsudanfrage auf dem Verhandlungsweg zu regeln. 1989 wurden diese Bemühungen jedoch durch einen neuerlichen Putsch, der nun Präsident Umar al-Baschir an die Macht brachte, untergraben. Al-Baschir behinderte die gerade vorher wieder aufgenommene Versorgung der hungernden Bevölkerung des Südens durch humanitäre Organisationen (die Operation Lifeline Sudan). Die Autonomie des Südsudan wurde aufgehoben. Alte ethnische Konflikte innerhalb des Südens wurden während des Krieges von beiden Seiten geschürt und es kam zu Ausschreitungen zwischen den ethnischen Gruppen, die hunderte von Toten kosteten. Anfang der 1990er Jahre war die SPLA Herrin nahezu des gesamten Südens, sah sich aber geschwächt durch den Verlust Äthiopiens als Verbündeten und verschiedene Rebellionen, die teilweise ebenfalls entlang ethnischer Konfliktlinien verliefen. Als sich 1991 die sogenannte Nasir-Fraktion von Garang lossagte, wurde diese Gruppe von den Nuer getragen (Garang war Dinka) und es kam zu blutigen Ausschreitungen zwischen beiden Volksgruppen. Die SPLA-Offiziere Riek Machar und später Kerubino Keanyin Bol und Lam Akol spalteten sich mit ihren Einheiten ab. Der Kampf zwischen den Fraktionen forderte bis zu einer Wiedervereinigung 1993 mehr Todesopfer als der Kampf gegen die Truppen des Nordens. 1998 wütete eine wiederum von den Kriegsparteien instrumentalisierte Hungersnot im Südsudan. 2004 wurden angeblich rund 50.000 bis 120.000 Angehörige des Volkes der Schilluk von regierungstreuen Milizen vertrieben.
John Garang hatte trotz der Grausamkeit der Auseinandersetzungen mit dem Norden nie das Ziel eines unabhängigen Staates Südsudan vertreten, sondern eine wirkliche Autonomie des Südens gefordert. Ab 1995 versuchte er erfolgreich, sich durch ein Bündnis mit der nordsudanesischen Partei Nationale Demokratische Allianz als demokratische Alternative für den gesamten Sudan darzustellen. 2003/2004 kam es vor allem auf Druck der USA zu wiederholten Friedensgesprächen in Kenias Hauptstadt Nairobi, die 2005 schließlich in das Friedensabkommen von Naivasha mündeten.

### Autonomer Südsudan

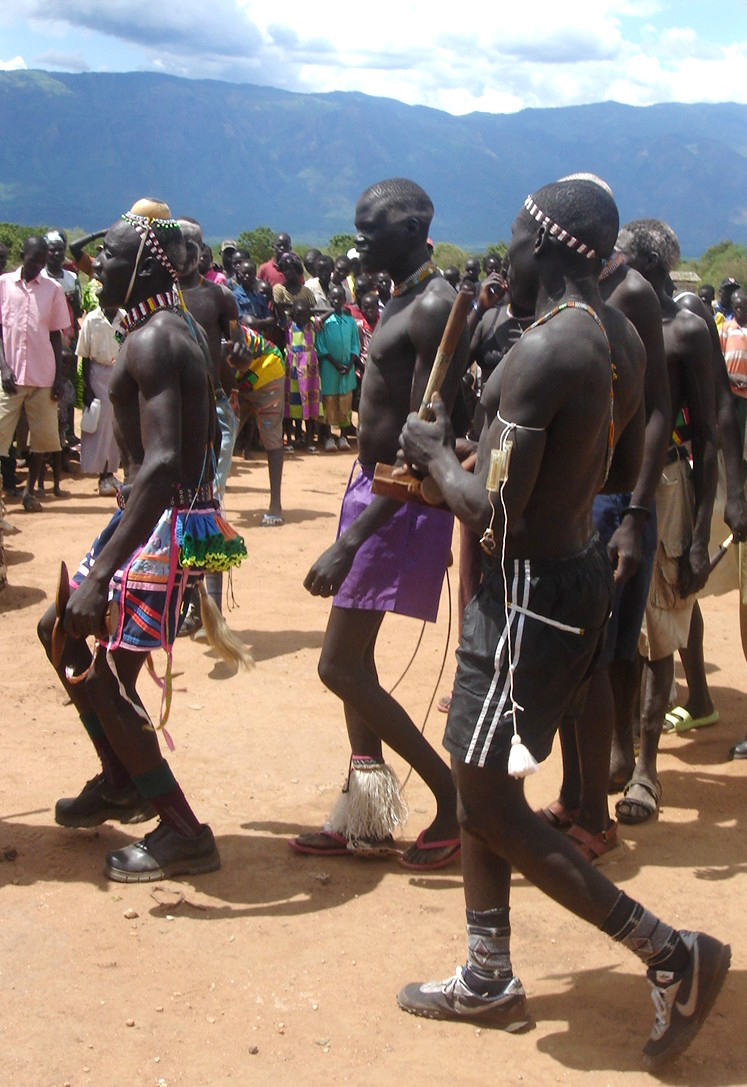
Friedenstanz in Kapoeta zum Naivasha-Abkommen als Teil der Public-Relations-Hilfe der USAID

Das Friedensabkommen sicherte dem Südsudan weitgehende Autonomie zu. Es legte fest:
- Der autonome Südsudan erhält einen eigenen Präsidenten (John Garang) und ein eigenes Parlament.
- Die SPLA tritt einer „Regierung der Nationalen Einheit des Sudan“ bei und erhält darin 28 % der Ministerien, die Nationale Kongresspartei des Präsidenten al-Baschir dagegen 52 %.
- Der gleiche Schlüssel gilt für die Parlamentssitze, die übrigen Sitze gehen an kleinere Parteien.
- John Garang wird Vizepräsident des Gesamtsudan.
- Die im Süden produzierten Werte wie Steuereinnahmen und Einnahmen aus der Ölförderung werden zu gleichen Teilen zwischen beiden Parteien aufgeteilt.
- Nach einer Übergangsperiode von sechs Jahren soll 2011 ein Referendum stattfinden, in dem sich die Bevölkerung des Südsudan zwischen einer Autonomie innerhalb des sudanesischen Staates oder der Unabhängigkeit entscheiden soll.
- Die sudanesische Armee zieht sich innerhalb von 30 Monaten aus dem Südsudan zurück, die SPLA innerhalb eines Jahres aus bestimmten Gebieten des Nordens wie den Nuba-Bergen, dem Distrikt Abyei und Southern Blue Nile (der südliche Teil des heutigen Bundesstaates an-Nil al-azraq).
- Eine Armee von 24.000 Mann wird gebildet, die zu gleichen Teilen aus ehemaligen SPLA-Mitgliedern und Mitgliedern der sudanesischen Armee besteht.
- Die South Sudan Defence Forces, die pro-nördliche Miliz, soll innerhalb eines Jahres entweder in die SPLA oder in die Gesamtarmee integriert oder entwaffnet werden.[16]

John Garang setzte sich weiterhin für einen autonomen Südsudan ein und betrieb eine erfolgreiche Politik, sich auch im Norden als demokratische Alternative darzustellen. Er warb für einen „neuen Sudan“, der allen „Entrechteten“, egal ob im Norden oder im Süden, und allen, die sich gegen die politische, wirtschaftliche und soziale Dominanz des arabisch-islamischen Nordens wehrten, gleiche Chancen bieten sollte. Seine Organisation fasste allmählich auch im Norden Fuß und Beobachter sagten ihm gute Chancen für die Präsidentschaftswahl 2010 voraus. Es gelang ihm, die in der übrigen Führungsspitze der SPLA populäre Forderung nach Unabhängigkeit in Schach zu halten. Sein Tod bei einem Hubschrauberabsturz im Juli 2005 veränderte die Lage zuungunsten des Autonomiegedankens hin zur Forderung nach der Unabhängigkeit des Südsudan. Dazu beigetragen hatte auch, dass die SPLA-Minister bald feststellen mussten, dass die Regierungspartei ihnen trotz Ministeramt wenig Einfluss gewährte.
Sein Nachfolger an der Spitze der SPLA bzw. der zur Partei gewandelten SPLM („Movement“ ‚Bewegung‘ statt „Army“ ‚Armee‘) und Präsident des autonomen Südsudan wurde Salva Kiir.

#### Interne Konflikte und ungeklärte Grenzfragen

unstrittig zum Südsudan gehörendes Gebiet
unstrittig zum Nordsudan gehörendes Gebiet
strittige Region Abyei
Nuba-Berge und an-Nil al-azraq
Konfliktregion Darfur
Konfliktregion im Ostsudan

Auch nach dem Friedensabkommen wurde der Südsudan von inneren, ethnisch motivierten Konflikten erschüttert. Bei einem Überfall von Dinka und Nuer auf Dörfer der Murle etwa sollen 2009 700 Mitglieder dieses Volksstammes getötet worden sein. Nach derselben Quelle wurden im Sommer 2010 bei einem Überfall auf das grenznahe Königreich der Schilluk hunderte Menschen von SPLA-Soldaten vergewaltigt und mehr als 10.000 Schilluk vertrieben. Auch nach 2005 soll die sudanesische Militärregierung die nomadischen Misseryie in der Region Abyei – die im Bürgerkrieg auf Seiten des Nordens standen – mit Waffen versorgt und so den Konflikt mit den dortigen Dinka – die im Bürgerkrieg überwiegend für den Süden gekämpft hatten – geschürt haben. 2008 entlud sich dieser Konflikt in gewalttätigen Auseinandersetzungen.
Das Naivasha-Abkommen hatte an verschiedenen Stellen die Frage nach den Grenzen des zukünftigen Staatsgebietes des Südsudan offengelassen. Dies betraf vor allem die Regionen Abyei, die Nuba-Berge und Southern Blue Nile, die zu Transitional Area erklärt wurden, über deren Zugehörigkeit später entschieden werden sollte. Für die Region Abyei wurde ein Referendum geplant, in dem sich die Bevölkerung über die Zugehörigkeit zum Norden oder Süden äußern sollte. Für die Nubaberge und Teile des Bundesstaates An-Nil al-azraq (Blauer Nil), die geographisch eindeutig im Nordsudan liegen, kulturell aber dem Süden nahestehen und wo daher Teile der Bevölkerung auf Seiten des Südens im Bürgerkrieg gekämpft hatten, waren ebenfalls Volksbefragungen (Popular Consultations) vorgesehen.
Siehe auch die blutigen Konflikte um das Ölfeld Block 5A.

#### Wahlmarathon 2010

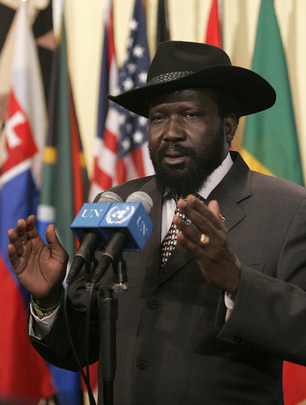
Salva Kiir Mayardit, gewählter Präsident des autonomen Südsudan seit 2010

2010 fanden zeitgleich mehrere Wahlgänge im Südsudan statt, die den zukünftigen Staat demokratisch legitimieren sollten:
- Aus der Präsidentschaftswahl ging Salva Kiir Mayardit, Kandidat der SPLA, als Sieger hervor.
- Die Parlamentswahlen erbrachten eine überwältigende Mehrheit für die SPLM, die zur Partei gewandelte ehemalige Guerillaarmee.
- Bei der Wahl der Gouverneure der zehn Bundesstaaten des Südsudan gingen diese Ämter mit einer Ausnahme ebenfalls an die SPLM.

Zum militärischen Konflikt über Wahlergebnisse kam es nur in einem Fall. Bei den Gouverneurswahlen hatte sich der ehemalige SPLA-Kommandeur George Athor Deng im Bundesstaat Dschunqali (oder auch Jonglei geschrieben) als unabhängiger Kandidat zur Wahl gestellt und verloren. Deng unterstellte der SPLM Wahlbetrug und begann daraufhin einen Guerillakrieg gegen die Führung des autonomen Südsudan.

#### Das Unabhängigkeitsreferendum 2011

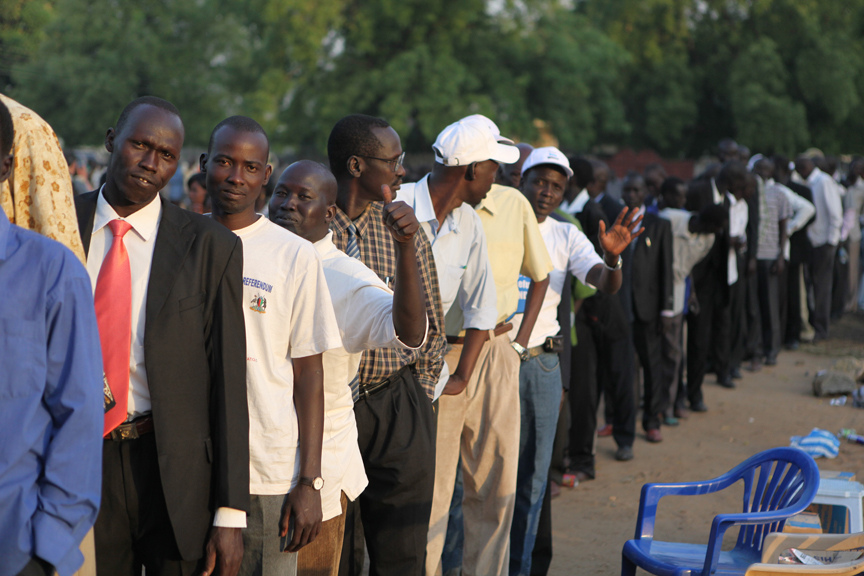
Warteschlange vor einem Wahllokal in Juba, 9. Januar 2011

Entgegen verschiedenen pessimistischen Vorhersagen wurde das Unabhängigkeitsreferendum im Südsudan vom 9. bis zum 15. Januar 2011 planmäßig und weitgehend friedlich durchgeführt und auch vom sudanesischen Präsidenten Umar al-Baschir offiziell anerkannt. Das offizielle Ergebnis bestand in einem überwältigenden Ja zur Unabhängigkeit von über 99 % der abgegebenen Stimmen. Ein Ergebnis, das derart nahe an 100 % liegt, mag Zweifel an der Verlässlichkeit der Zahlen hervorrufen, aber eventuelle Manipulationen des Ergebnisses ändern nichts an der Tatsache, dass die Abspaltung in jedem Fall eine überwältigende Mehrheit gefunden hätte. Die Befragung der Bevölkerung der Region Abyei darüber, ob sie zum Norden oder zum Südsudan gehören wolle, wurde allerdings nicht wie geplant zeitgleich mit dem Unabhängigkeitsreferendum durchgeführt, womit sich diese Frage zum größten Konfliktpotential zwischen Nord und Süd entwickelt hat.

### Übergangsphase zur Unabhängigkeit: Der Abyei-Konflikt
Anfang März 2011 kam es in der Region Abyei zu den ersten schweren Kämpfen zwischen Einheiten des Nordens und des Südens seit dem Unabhängigkeitsreferendum. Die Kämpfe forderten etwa 100 Todesopfer, 25.000 Menschen flüchteten. Auch die anvisierten Befragungen in den Regionen Blauer Nil und in den Nubabergen fanden nicht statt.
Im Februar 2011 schien der oben erwähnte Konflikt der aufständischen Truppen von Georg Athor Deng mit der SPLA bereits beigelegt und eine Reintegration der Rebellengruppe in die SPLA möglich, als es an mehreren Orten, die zur Entwaffnung und anschließenden Übernahme der Truppen Dengs in die SPLA vorgesehen waren, zu bewaffneten Auseinandersetzungen zwischen Deng und SPLA-Einheiten kam, die zusammen hunderte von Toten forderten. Die hohe Zahl von automatischen Waffen im Südsudan als Erbe des Bürgerkrieges führt auch nach dem Referendum immer wieder zu bewaffneten Konflikten.
Am 22. Mai 2011 nahmen die Truppen des Nordens die wichtigste Stadt der Region Abyei ein. Wenige Tage vorher war ein auch von UN-Soldaten begleiteter Konvoi nordsudanesischer Soldaten angegriffen worden, angeblich von südsudanesischen Einheiten. Vor der Besetzung Abyeis durch nordsudanesische Truppen hatten sich beide Seiten auf UN-Vermittlung hin noch geeinigt, die strittige Region zu räumen.

## Unabhängiger Südsudan
Die Unabhängigkeitserklärung des Südsudan erfolgte am 9. Juli 2011. Das Staatsgebiet des unabhängigen Südsudan ist aufgrund der oben beschriebenen Konflikte noch nicht eindeutig definiert.
In der Übergangsverfassung von 2011 ist in Artikel 14 festgehalten, dass Frauen und Männer vor dem Gesetz gleich sind. Damit wurde das Frauenwahlrecht bejaht. Artikel 16 sieht vor, dass in der Legislative mindestens 25 % Frauen sitzen sollen. Da aber Gewohnheitsrecht und Traditionen im Südsudan eine wesentliche Rechtsquelle darstellen und überwiegend patriarchaler Natur sind, werden Frauen immer noch diskriminiert.
Am 14. Juli 2011 wurde der Südsudan von den Vereinten Nationen aufgenommen und am 27. Juli 2011 erfolgte der Beitritt zur Afrikanischen Union.

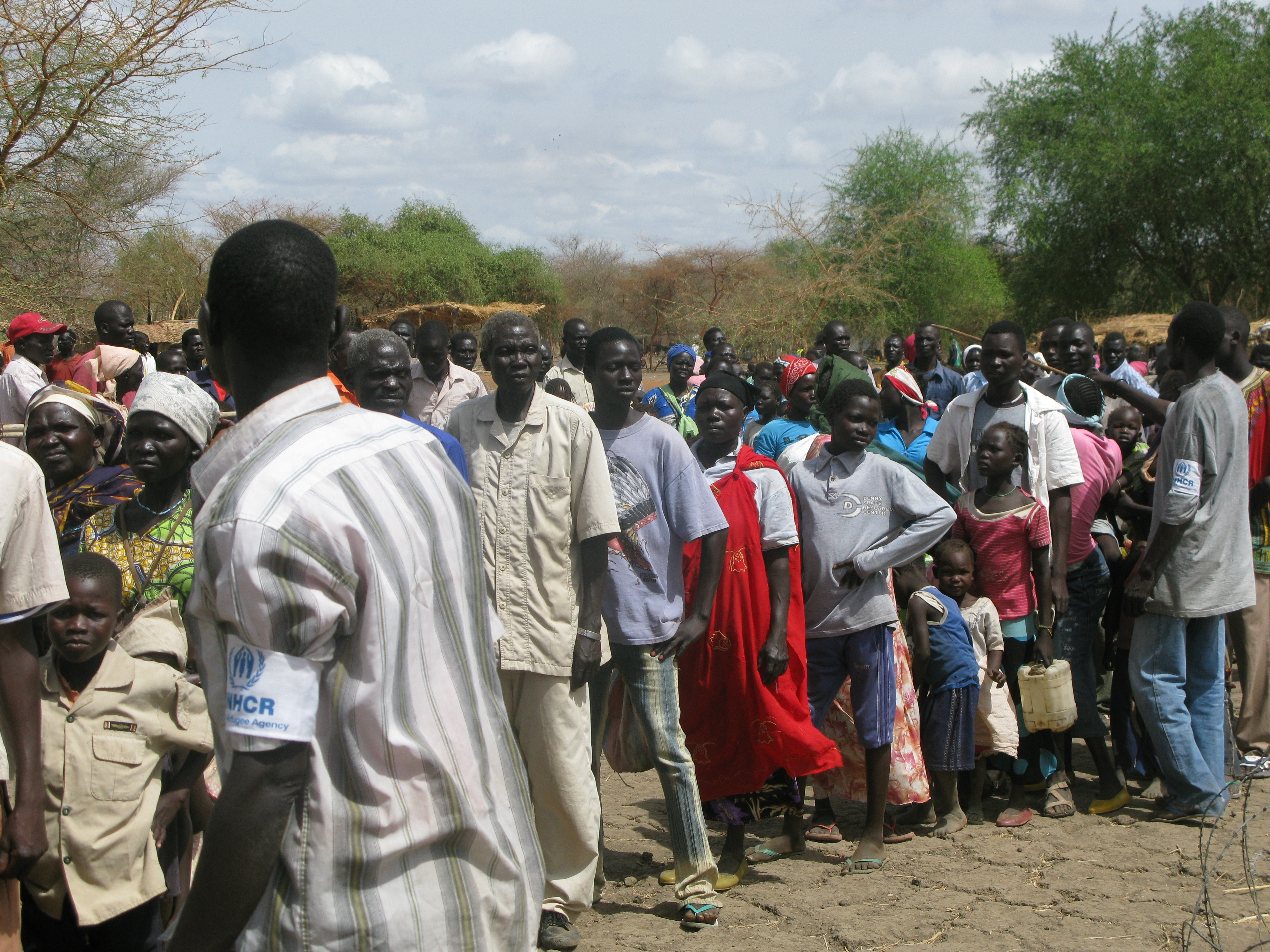
Flüchtlinge im Doro Camp, 2012

Aus den im Norden des Landes weiterhin bestehenden Krisengebieten waren bis 2013 etwa 45.000 Menschen in Flüchtlingslager geflohen, wobei die humanitäre Hilfe durch das Welternährungsprogramm der Vereinten Nationen und weitere Hilfsorganisationen, die Verbesserung der Sicherheit durch die United Nations Mission in the Republic of South Sudan (UNMISS) geleistet wurde.

### Bürgerkrieg 2013 bis 2018
Seit Mitte Dezember 2013 fand im Südsudan ein bewaffneter Konflikt um die politische Führung des Landes statt, wobei Ausgangspunkt der Unruhen eine bevorstehende Entwaffnung von Angehörigen des Nuer-Clans in der Präsidentengarde um den ehemaligen Vizepräsidenten Riek Machar war, den Präsident Salva Kiir Mayardit im Juli entlassen hatte. Darüber hinausgehende ethnische Konflikte auch in der Zivilbevölkerung wurden befürchtet, da die beiden Kontrahenten unterschiedlichen Volksgruppen angehören. Am 19. Dezember 2013 wurde das Flüchtlingscamp in Akobo in der Provinz Jonglei von 2000 Rebellen überrannt. Auch in der Provinzhauptstadt Bor kam es erneut zu Kämpfen. Die Vereinten Nationen bezifferten die Zahl der Todesopfer insgesamt auf mehrere tausend innerhalb einer Woche.
Der UN-Sicherheitsrat beschloss, die Zahl der UNMISS-Blauhelme zu erhöhen. Bei weiteren Gefechten starben weitere tausende Menschen; mehr als eine halbe Million Zivilisten waren Mitte Januar 2014 auf der Flucht, nach UN-Angaben 716.000 Menschen innerhalb des Südsudans, 156.800 in Nachbarländer.

Ein US-Marine begleitet US-Staatsbürger bei ihrer Evakuierung (13. Januar 2014)

Am 23. Januar 2014 einigten sich beide Seiten auf einen vorläufigen Waffenstillstand und weitere Verhandlungen zu einem Friedensvertrag. Ein erster Verhandlungserfolg konnte erzielt werden. Dennoch wurde der Konflikt nach einer Waffenruhe fortgesetzt, Nuer-Rebellen besetzten die Ölstadt Malakal. Amnesty International berichtete im Mai 2014 von massiven Menschenrechtsverletzungen mit Gräueltaten während der Unruhen. Nach einer Vermittlungsmission durch UN-Generalsekretär Ban Ki-moon wurde am 5. Mai von Unterhändlern eine Waffenruhe vereinbart, die ab 7. Mai gelten sollte.
Am 9. Mai 2014 kam es daraufhin erneut zu Friedensverhandlungen, mit erstmaligen direkten Gesprächen zwischen Kiir und Machar seit Beginn des Bürgerkriegs. Es wurde ein Friedensvertrag geschlossen. Fünf Millionen Menschen benötigten nach UN-Schätzungen im Mai 2014 inzwischen humanitäre Hilfe. Trotzdem wurde eine Hungersnot befürchtet. Die UN trafen Vorbereitungen für eine kurzfristige Soforthilfe.
Im März 2016 gab ein UN-Vertreter bekannt, dass bis zu dem Zeitpunkt mehr als 50.000 Menschen im Bürgerkrieg getötet und 2,2 Millionen vertrieben wurden.
Im Februar 2017 riefen die UN eine offizielle Hungersnot im Südsudan aus, wonach mehr als 100.000 Menschen der Hungertod drohte und ca. 4,9 Mio. Menschen, also mehr als 40 Prozent der Bevölkerung, auf Unterstützung mit Nahrungsmitteln angewiesen sind. Als Ursache für die Krise wurde insbesondere die fragile Sicherheitslage im Land benannt, da die weitverbreitete und anhaltende Gewalt eine kontinuierliche Landwirtschaft verhindert.
Am 27. Juni 2018 vereinbarten die Konfliktparteien in Khartum einen Waffenstillstand. Am 12. September 2018 schlossen sie in Addis Abeba einen Friedensvertrag.